# Ede Szigligeti

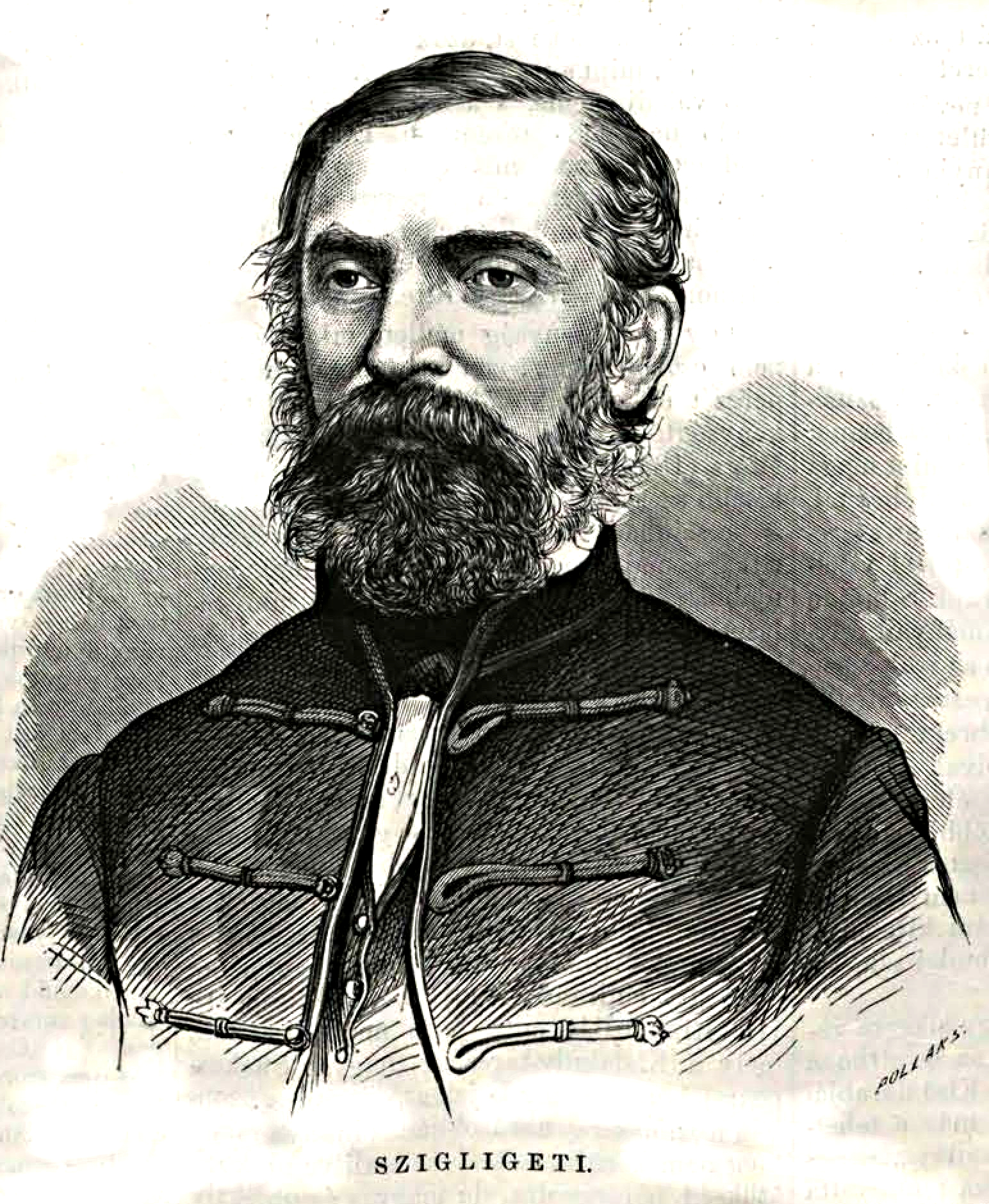
Ede Szigligeti

Ede (Eduard) Szigligeti, eigentlicher Name József Szathmáry (* 8. März 1814 in Großwardein/Nagyvárad [heute Oradea, Rumänien]; † Jänner 1878 in Budapest) war ein ungarischer Dramatiker, Schriftsteller, Schauspieler, Regisseur und Übersetzer. Er gilt als Schöpfer des ungarischen Volksstückes.

## Leben und Werk

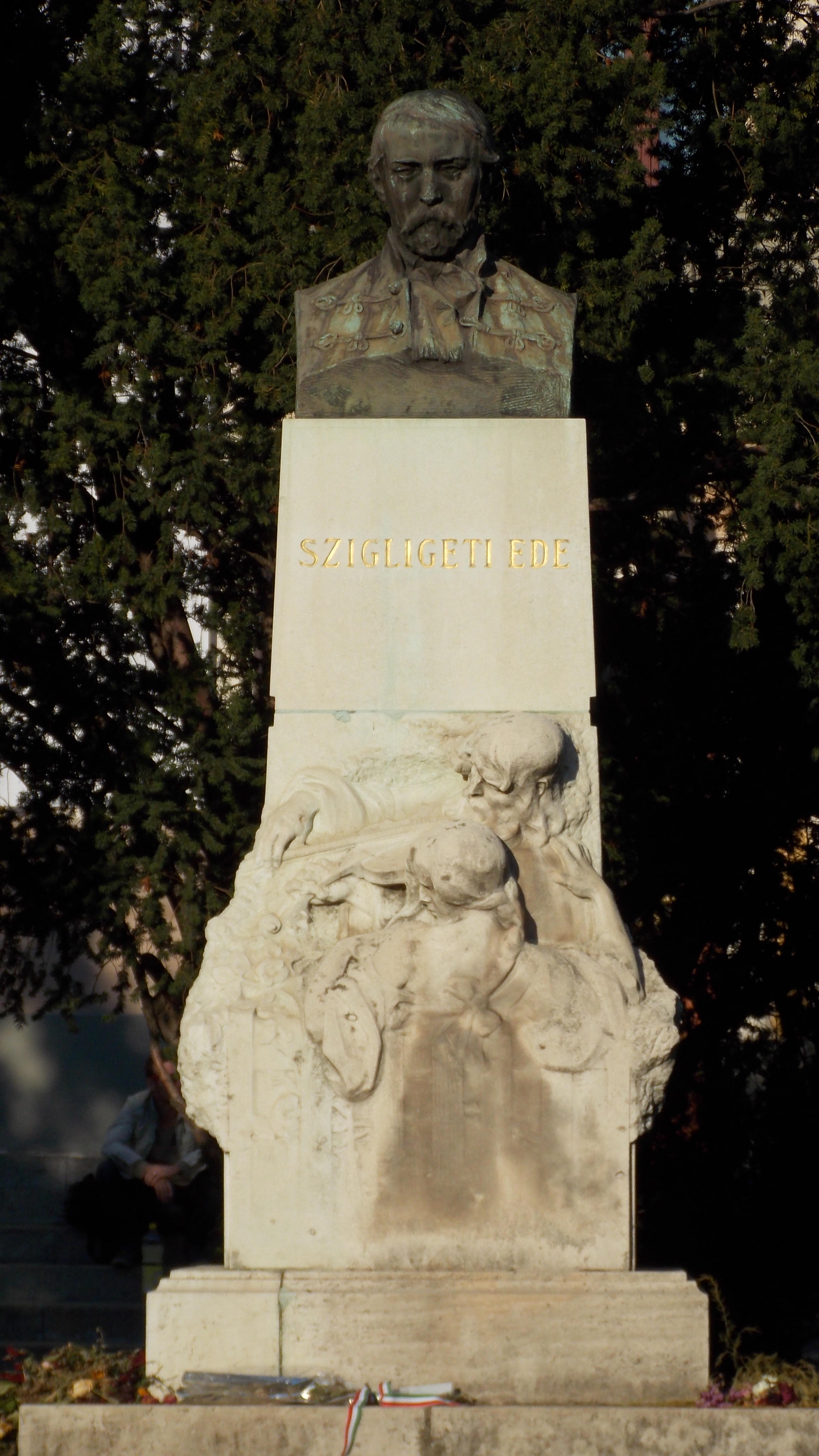
Denkmal in Oradea

József Szathmárys Vater war Advokat in Großwardein, damals im Kaisertum Österreich gelegen, und wollte eigentlich, dass sein Sohn Priester werde. Dieser entschied sich aber für das Technikstudium, brach es am 15. August 1834 allerdings gegen den Willen des Vaters ab, um Schauspieler zu werden und begann gleichzeitig mit seiner schriftstellerischen Tätigkeit. Unter dem Pseudonym Ede Szigligeti – sein Vater hatte ihm die Weiterführung des Familiennamens verboten – und bald als der „ungarische Eugène Scribe“ bekannt, schrieb er an die 100 Stücke, davon waren bei seinem Tod noch rund 80 im Theaterrepertoire. Zu seinen Förderern zählten unter anderem Mihály Vörösmarty und József Bajza.
1840 wurde er zum Mitglied der Ungarischen Akademie der Wissenschaften (Magyar Tudományos Akadémia) ernannt und 1845 als der führende ungarische Dramatiker in die Kisfaludy-Gesellschaft (Kisfaludy Társaság) aufgenommen. Ab 1873 war er Direktor des Ungarischen Nationaltheaters (Nemzeti színház) in Pest, wurde geadelt und starb 1878 als sehr angesehener Dichter. Sein Grab befindet sich auf dem Friedhof Kerepesi temető in Budapest. Ihm zu Ehren wurde in Großwardein – nach dem Österreichisch-Ungarischen Ausgleich Nagyvárad in der ungarischen Reichshälfte – ein Denkmal errichtet.
Ede Szigligeti gilt als der Schöpfer des lokalen Volksstückes, das dank seines Eifers das Alt-Wiener Volkstheater von den ungarischen Bühnen verdrängte. Seine Werke wurden für mehr als eine Generation ungarischer Theaterbesucher eine Quelle der Unterhaltung. Neben einigen eher pathetischen Tragödien wie Gritti (1845), Béldi Pál (1856) und Struensee (1871) waren besonders seine Komödien beliebt, wie Házassági három parancs (1850), A mama (1857), Nőuralom (1862), und sein bekanntestes Werk Liliomfi (Kleine Lilly, 1849). Außerdem übersetzte er Goethes Egmont und Shakespeares Richard III. ins Ungarische.

## Szigligeti und Nestroy
Die Posse Umsonst! (1857) von Johann Nestroy wurde von diesem zwar auf dem Theaterzettel als „aus dem französischen“ bezeichnet, hatte tatsächlich aber das Lustspiel Liliomfi von Szigligeti als Vorlage.
Bei Fritz Brukner/Otto Rommel wird besonders darauf hingewiesen, dass Nestroy möglicherweise zu Recht annehmen konnte, es sei nicht ungarischen Ursprungs; die Motive wären unzweifelhaft in der französischen und deutschen Possenliteratur belegbar. Nestroys Versuch, die ungarische Provenienz des Stückes nicht öffentlich auf dem Theaterzettel anzugeben, wäre aus seiner missbilligenden Haltung dem ungarischen Nationalismus gegenüber erklärbar. In etlichen Anekdoten dieser Zeit werde auf diese in Ungarn durchaus nicht freundlich glossierte Einstellung hingewiesen. Gegen den Autor von Liliomfi benahm er sich nach einer Notiz in der Budapester Zeitschrift Hőlgyfutár durchaus korrekt, indem er ihm eine bedeutende Entschädigung habe zukommen lassen. Dennoch gab es in der ungarischen Presse noch bis zum Anfang des 20. Jahrhunderts scharfe Angriffe: der Pester Lloyd (1908, Nr. 73) schrieb „Ein Plagiat Nestroys“; weitere Stimmen aus dem gleichen Jahr lauteten „A német Liliomfi“ (Ein deutscher Liliomfi) und „Nestroy ‚Umsonst‘ – ja és a ‚Liliomfi‘“ (Nestroys ‚Umsonst‘ – ist Liliomfi)‘.